# Эджворт, Кеннет
Кеннет Эссекс Эджворт (28 февраля 1880 — 10 октября 1972) — ирландский астроном, экономист и инженер. Известен тем, что в 1940-х годах, десятью годами раньше Джерарда Койпера, высказал мысль о существовании диска ледяных тел за орбитой Нептуна. Впоследствии наблюдения подтвердили предположения Эджворта. Этот пояс ныне известен как пояс Эджворта — Койпера (или просто пояс Койпера).
К. Э. Эджворт родился в Стрите, графство Уэстмит, где его дядя построил обсерваторию. После учёбы в Великобритании Эджворт поступил на военную службу. Участвовал в Первой мировой войне, получил воинское звание подполковника. Вернувшись в Ирландию в 1930-х, Эджворт стал одновременно международным экономистом и планетным астрономом.
В его честь назван астероид (3487) Эджворт и кратер К. Эджворт на Плутоне. В 1938 году он правильно указал, что размеры Плутона могут быть недостаточно велики для полноценной планеты. В работах 1943 и 1949 годов изложил гипотезу о существовании на краю Солнечной системы роя небесных тел, слишком тусклых для наблюдения.